# Bareggio
Bareggio is een gemeente in de Italiaanse metropolitane stad Milaan (regio Lombardije) en telt 16.264 inwoners (31-12-2004). De oppervlakte bedraagt 11,3 km², de bevolkingsdichtheid is 1432 inwoners per km².

## Demografie
Bareggio telt ongeveer 6515 huishoudens. Het aantal inwoners steeg in de periode 1991-2001 met 10,2% volgens cijfers uit de tienjaarlijkse volkstellingen van ISTAT.
| Jaar | Inwoneraantal |
| ---- | ------------- |
| 1991 | 14.300        |
| 2001 | 15.759        |

## Geboren
- Alessandro Maggiolini (1931-2008), theoloog en bisschop

## Geografie
De gemeente ligt op ongeveer 138 m boven zeeniveau.
Bareggio grenst aan de volgende gemeenten: Pregnana Milanese, Cornaredo, Sedriano, Cusago, Cisliano.